# إليس فالنتاين
إليس فالنتاين (بالإنجليزية: Ellis Valentine)‏ (30 يوليو 1954 في الولايات المتحدة - ) هو لاعب كرة قاعدة ولاعب كرة قدم أمريكي في مركز لاعب أيمن ‏. لعب مع تكساس رينجرز ومنتريال أكسبوز ونيويورك ميتس.

## وصلات خارجية
- إليس فالنتاين على موقع دوري كرة القاعدة الرئيسي (الإنجليزية)
- إليس فالنتاين على موقعبيزبول رفرنس.كوم (الدوري الرئيسي) (الإنجليزية)
- إليس فالنتاين على موقعبيزبول رفرنس.كوم (الدوري الثانوي) (الإنجليزية)
- إليس فالنتاين على موقع إي إس بي إن.كوم (أم.أل.بي) (الإنجليزية)
- إليس فالنتاين على موقع مشجعي الرسوم البيانية (الإنجليزية)